# Toda Medics
I Toda Medics (戸田メディックス?, Toda Medikkusu), noti con il nome ufficiale di Toda Chuo Medics Saitama (戸田中央メディックス埼玉?, Toda Chūō Medikkusu Saitama), sono una squadra di softball femminile giapponese con sede a Toda, Saitama. Sono membri della East Division della Japan Diamond Softball League (JD.League).

## Storia
I Medics furono fondati nel 1976 come squadra di softball del Toda Chuo Hospital.
La Japan Diamond Softball League (JD.League) fu fondata nel 2022, e i Medics si unirono alla nuova lega come membri della East Division.

## Roster attuale
Aggiornato all'aprile 2022.
| Ruolo         | N.         | Nome              | Età        | Altezza            | Batte      | Lancia     | Note                               |
| Giocatrici    | Giocatrici | Giocatrici        | Giocatrici | Giocatrici         | Giocatrici | Giocatrici | Giocatrici                         |
| ------------- | ---------- | ----------------- | ---------- | ------------------ | ---------- | ---------- | ---------------------------------- |
| Lanciatrici   | 3          | Odicci Alexander  | 26 anni    | 170 cm (5 ft 7 in) | Destro     | Destro     |                                    |
| Lanciatrici   | 16         | Izumi Yukawa      | 26 anni    | 163 cm (5 ft 4 in) | Destro     | Destro     |                                    |
| Lanciatrici   | 17         | Ami Tominaga      | 22 anni    | 165 cm (5 ft 5 in) | Sinistro   | Sinistro   |                                    |
| Lanciatrici   | 18         | Natsuki Hirose    | 27 anni    | 160 cm (5 ft 3 in) | Sinistro   | Destro     |                                    |
| Lanciatrici   | 20         | Yuki Masuda       | 25 anni    | 165 cm (5 ft 5 in) | Destro     | Destro     |                                    |
| Lanciatrici   | 26         | Jordan Taylor     | 36 anni    | 185 cm (6 ft 1 in) | Destro     | Destro     |                                    |
| Ricevitrici   | 6          | Masumi Onizawa    | 33 anni    | 156 cm (5 ft 1 in) | Destro     | Destro     |                                    |
| Ricevitrici   | 21         | Sawa Ueshima      | 28 anni    | 160 cm (5 ft 3 in) | Destro     | Destro     |                                    |
| Ricevitrici   | 25         | Mika Fukasawa     | 29 anni    | 169 cm (5 ft 7 in) | Destro     | Destro     |                                    |
| Interne       | 2          | Anissa Urtez      | 30 anni    | 172 cm (5 ft 8 in) | Destro     | Destro     | Giocatrice ai Giochi Olimpici 2020 |
| Interne       | 4          | Mana Imada        | 25 anni    | 162 cm (5 ft 4 in) | Sinistro   | Destro     |                                    |
| Interne       | 5          | Saya Takedomi     | 25 anni    | 157 cm (5 ft 2 in) | Destro     | Destro     |                                    |
| Interne       | 10         | Erina Tanaka      | 32 anni    | 156 cm (5 ft 1 in) | Sinistro   | Destro     |                                    |
| Interne       | 14         | Kurumi Mito       | 27 anni    | 164 cm (5 ft 5 in) | Destro     | Destro     |                                    |
| Esterne       | 1          | Rino Yamakita     | 25 anni    | 161 cm (5 ft 3 in) | Sinistro   | Destro     |                                    |
| Esterne       | 8          | Kanako Tsutsumi   | 30 anni    | 158 cm (5 ft 2 in) | Sinistro   | Destro     |                                    |
| Esterne       | 11         | Mikiko Eguchi     | 33 anni    | 161 cm (5 ft 3 in) | Sinistro   | Destro     |                                    |
| Esterne       | 19         | Moe Tajima        | 27 anni    | 160 cm (5 ft 3 in) | Sinistro   | Destro     |                                    |
| Esterne       | 29         | Akiko Suhara      | 30 anni    | 170 cm (5 ft 7 in) | Sinistro   | Sinistro   |                                    |
| Staff tecnico |            |                   |            |                    |            |            |                                    |
| Manager       | 30         | Itsushi Fukuda    | 68 anni    | -                  | -          | -          |                                    |
| Coach         | 32         | Masashi Miyashita | 73 anni    | -                  | -          | -          |                                    |